# 탄위링
탄위링(중국어 간체자: 谭玉龄, 정체자: 譚玉齡, 병음: Tán Yùlíng, 1920년 8월 11일 ~ 1942년 8월 14일)은 청나라의 마지막 황제 선통제의 후비다. 1937년 중일 전쟁 당시에 일본 제국의 괴뢰 정권인 만주국의 황제로 있던 푸이와 결혼하였다. 1942년 방광염 치료를 받다가 사망하였다.
1945년 일본 제국이 패망한 이후에 푸이는 그녀의 유해를 베이징에 있는 친척들에게 보냈다.
1995년 허베이성 이셴의 청조 역대 황제의 능묘인 청서릉 근처의 민간 묘지 '화룡황원(華龍皇園)'에 푸이의 유골을 이장하면서, 탄위링의 묘도 함께 조성되었다.